# Josef Bischoff
Josef Bischoff (ur. 14 lipca 1872 w Lagenbruck, zm. 12 grudnia 1948) – niemiecki oficer, dowódca Freikorpsu w czasie łotewskiej wojny o niepodległość.

## Życiorys
Studiował na Uniwersytecie Wrocławskim. Służył w Schutztruppe w Niemieckiej Afryce Południowo-Zachodniej w czasie kampanii przeciwko ludom Herero i Namaqua. W czasie I wojny światowej walczył m.in. w Turcji. Podczas łotewskiej wojny o niepodległość był dowódcą Żelaznej Dywizji - jednostki zrzeszającej walczących przeciwko siłom bolszewickim Niemców bałtyckich i żołnierzy niemieckich (głównie z dawnej 8 Armii), której liczebność wynosiła około 16 tysięcy żołnierzy. Jednostka weszła w skład Zachodniej Armii Ochotniczej. W 1939 roku awansowany na podpułkownika.